# Circondario di Tubinga
Il circondario di Tubinga (in tedesco Landkreis Tübingen) è uno dei circondari dello stato tedesco del Baden-Württemberg.
Fa parte del distretto governativo di Tubinga.

## Città e comuni
(Abitanti il 31 dicembre 2022)
| Città 1. Mössingen (20 900) 2. Rottenburg am Neckar (44 653) 3. Tubinga (92 811) | Comuni 1. Ammerbuch (11 387) 2. Bodelshausen (5 851) 3. Dettenhausen (5 573) 4. Dußlingen (6 355) 5. Gomaringen (9 252) 6. Hirrlingen (3 193) 7. Kirchentellinsfurt (5 689) 8. Kusterdingen (8 863) 9. Nehren (4 550) 10. Neustetten (3 853) 11. Ofterdingen (5 508) 12. Starzach (4 365) |